# Mithridates av Kolchis
Mithridates av Kolchis, levde 83 f.Kr., var en pontisk prins, son till kung Mithridates VI Eupator av Pontus. Han utnämndes av sin far till kung av Kolchis mellan 85 och 81.